# Robert Holland
Robert Holland (* 13. Dezember 1916 in Albrechts; † 18. Dezember 1966 in Erfurt) war ein deutscher Politiker (SED). 

## Leben
Holland, Sohn der Kommunisten Wilhelm Holland (1893–1980) und Frieda Holland (1893–1979) besuchte von 1923 bis 1931 die Volksschule in Albrechts. Er begann 1931 eine Lehre als Werkzeugmacher im Simsonwerk Suhl und trat im selben Jahr dem KJVD bei. Im Oktober 1931 ging er mit seinen Eltern in die Sowjetunion und erlernte dort von 1932 bis 1934 in Tula den Beruf des Werkzeugmachers. 1932 wurde er Mitglied des Komsomol, 1934 bekam er die sowjetische Staatsangehörigkeit. Ab 1934 arbeitete er als Dreher in Tula. Während sein Vater bei den Internationalen Brigaden in Spanien kämpfte, wurde er im Oktober 1937 zusammen mit seiner Mutter und seinem Bruder Willy vom NKWD verhaftet und wegen angeblicher konterrevolutionärer Tätigkeit zu zehn Jahren Lagerhaft und Arbeitsdienst verurteilt. Im März 1940 wurde er aus der Haft entlassen und rehabilitiert. Er arbeitete dann als Dreher und Abteilungsleiter Metallurgie in Magnitogorsk und Tscheljabinsk. 
Im Sommer 1946 kehrte Holland nach Deutschland in die SBZ zurück. Er arbeitete von 1946 bis 1948 als Dolmetscher im SAG-Betrieb Feinmeßzeugfabrik Suhl. Im Januar 1948 wurde er nach der Entlassung aus der sowjetischen Staatsangehörigkeit Mitglied der Sozialistischen Einheitspartei Deutschlands (SED). Von 1948 bis Juli 1952 wirkte er als Kulturdirektor im SAG-Werk Simson in Suhl. 
Danach fungierte er von August 1952 bis Februar 1954 als Sekretär für Wirtschaftspolitik der SED-Bezirksleitung Suhl. Anschließend nahm er bis Februar 1955 an einem Einjahreslehrgang an der Parteihochschule „Karl Marx“ teil. Von März 1955 bis März 1956 war er Sekretär des Rates des Bezirkes und von März 1956 bis Juni 1958 stellvertretender Vorsitzender des Rates des Bezirkes Suhl. Holland war zudem von Oktober 1955 bis zu seinem Tod 1966 Abgeordneter des Bezirkstages Suhl. Ein Fernstudium an der Parteihochschule „Karl Marx“ von 1955 bis 1963 schloss er als Diplom-Gesellschaftswissenschafter ab. Von Juni 1958 bis Dezember 1966 war Holland schließlich Vorsitzender der Bezirksparteikontrollkommission (BPKK) der SED Suhl.

## Auszeichnungen
- 1958: Vaterländischer Verdienstorden in Bronze